# Sotar-Blixt
Sotar-Blixt, egentligen Johannes Persson Blixt, född 21 juni 1851 i Bastvålen, Östmarks socken, Värmlands län, död 1908 på sjukhuset i Arvika. Sotare och rödfärgare men framförallt var han i bygden vida känd för sin berättarkonst som ofta inkluderade honom själv som en stor kvinnokarl. Blixt är också känd för den större massan genom Gustaf Frödings dikt Blixten.

## Biografi
Om Blixts tidiga år är inte mycket känt. Hans föräldrar var Soldat Bast och Karin Persdotter och han hade fyra syskon. I Östmarks kyrkböcker anges han som avflyttad 1877. Eventuellt vandrade han till Norge där han lärde sig till sotare.
Blixt hade tidigare straffats för stöld, fylleri och misshandel men den 6 april 1882 dömdes han av Frykdals nedre tingslags häradsrätt till fängelse i två år och sex månader för fickstöld. I protokollet benämndes han som "kringstrykare" med signalementet: "Brunt hår, blå ögon, rak näsa, ordinär mun, blek hy. Längd: 6 fot. Kroppsbyggnad: stark." Den 12 april 1882 placerades han på Straffängelset i Malmö där han avtjänade straffet fram till den 12 september 1884 då han frigavs och "förpassades" till Värmland.
Efter sitt fängelsestraff uppehöll sig Blixt i Arvikatrakterna, främst Brunskog. Han blev socken-sotare men tog också uppdrag som rödmålare. Under 1880-talet bodde han i en stuga i skogen mellan Slorudsborg och Fångnäs med Brita Jonsdotter och fick med henne sonen Edvard Oskar som tragiskt drunknade i Fångnäsdammen den 13 oktober 1888. Brita var dock redan gravid och den 29 mars 1889 föddes tvillingarna Edvard och Oskar. I folkräkningen 1890 stod bröderna upptagna som födda i Brunskog men nu skrivna på Tostebol, som var del av Ny sockens fattigvård.
Under 1890-talet sov Blixt i stället ofta över hos Maria på Hatthaget varpå hon fick smeknamnet Blixt-Marja. Maria var gift men hennes man hade emigrerat till Amerika och 1891 upplöstes äktenskapet. Med Maria fick Blixt två barn, varav den ena var Agnes Blixt, född 1897.
Blixt dog 1908 på sjukhuset i Arvika. Trots att han inte fanns i några kyrkoregister är det troligt att han begravdes på Brunskogs kyrkogård där det länge fanns en stenhäll med inskriptionen "Blixt".

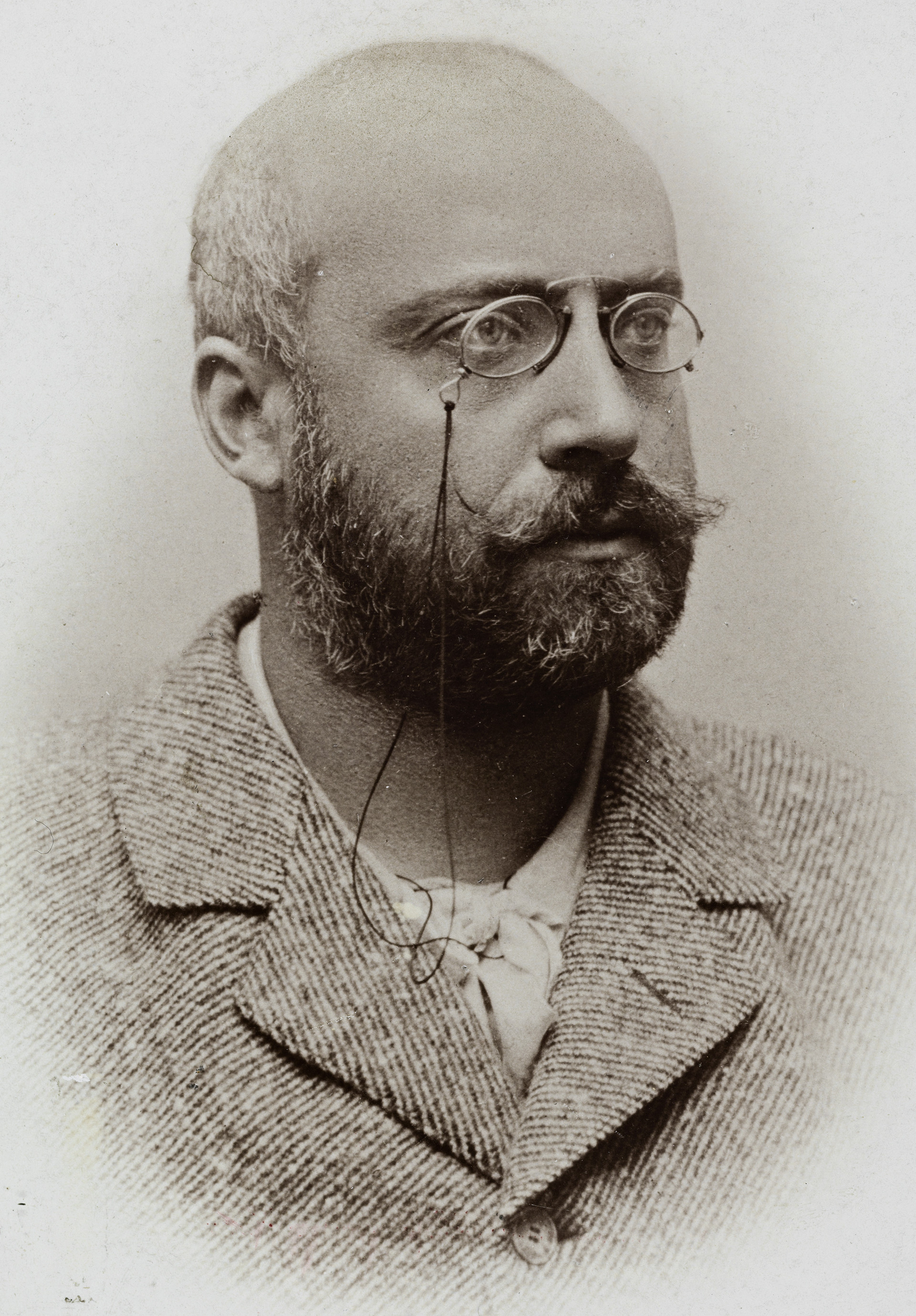
Fröding skrev om Sotar-Blixt i dikten Blixten.

## Frödings "Blixten"
Efter att Frödings studier misslyckas bodde han mycket hos sin syster Matilda i Slorudsborg, Brunskog, bland annat hela 1884. Enligt Henry Olssons forskning lärde då Fröding känna Blixt och blev mycket god vän med honom. Andra källor, exempelvis Frödingsällskapet, menar dock att Fröding möjligen träffade Blixt någon enstaka gång men hörde många av dennes historier genom sin systers rättare Anders Jansson. 1894 gavs Gustaf Frödings diktsamling "Nya dikter" ut, där ett av bidragen är Blixten som beskriver Sotar Blixt som en man "svart av sot och av landsvägsdamm".

## Minnesmärken
- Sotar Blixt-leden, en elva kilometer lång led i de trakter Blixt ofta vandrade nordöst om Arvika vid sjön Racken. Den utgår från Jössestugan 59°41′35.5″N 12°40′56.0″Ö / 59.693194°N 12.682222°Ö [17] och sträcker sig genom terrängen över Göpommen, runt sjön Agvattnet, över Gallberget, till Hartjärn och slutligen tillbaka till Jössestugan.[18]
- Sotar Blixt-stenen, längsmed leden, efter en tuff stigning, ligger en stor sten 59°42′31.2″N 12°41′56.5″Ö / 59.708667°N 12.699028°Ö med ristad text "Blixt, Sotare. 1863.".[18]